# Copa de España de fútbol sala femenino 2009
La Copa de España de Fútbol Sala Femenino de 2009 tuvo lugar entre el 30 de enero y el 1 de febrero en Córdoba(Andalucía). Es la decimoquinta edición de este campeonato español.
El sorteo se realizó por sorteo puro, con cruces directos entre dos bombos, en el primero de ellos FSF Móstoles, Cajasur Córdoba, Femesala Elche Ocio Azul y P. Millenium Pinto FS actuaron como cabezas de serie que se cruzaron con Encofra Navalcarnero, FSF UCAM Murcia, Ponte Ourense y Rioja Diamante.
El Encofra Navalcarnero se proclamó campeón por tercera vez de manera consecutiva al vencer al FSF UCAM Murcia por 5-1. 

## Equipos participantes
| Encofra Navalcarnero | P. Millenium Pinto FS | FSF Móstoles | Cajasur Deportivo Córdoba | Ponte Ourense SAD | Diamante Rioja | Femesala Elche Ocio Azul | FSF UCAM Murcia |
| -------------------- | --------------------- | ------------ | ------------------------- | ----------------- | -------------- | ------------------------ | --------------- |

## Organización

### Sede
El torneo se disputó en la ciudad de Córdoba, en el Pabellón Municipal de Deportes Vista Alegre.

## Resultados

### Cuadro final
|  | Cuartos de final          | Cuartos de final    |                          |                      | Semifinales         | Semifinales         |  |                      | Final                | Final                |  |
|  | 30 de enero de 2009       | 30 de enero de 2009 |                          |                      | 31 de enero de 2009 | 31 de enero de 2009 |  |                      | 1 de febrero de 2009 | 1 de febrero de 2009 |  |
|  |                           |                     |                          |                      |                     |                     |  |                      |                      |                      |  |
|  |                           |                     |                          |                      |                     |                     |  |                      |                      |                      |  |
|  | P. Millenium Pinto FS     | 2                   |                          |                      |                     |                     |  |                      |                      |                      |  |
|  | P. Millenium Pinto FS     | 2                   |                          |                      |                     |                     |  |                      |                      |                      |  |
|  | Encofra Navalcarnero      | 2                   |                          |                      |                     |                     |  |                      |                      |                      |  |
|  | Encofra Navalcarnero      | 2                   |                          | Encofra Navalcarnero | 1                   |                     |  |                      |                      |                      |  |
|  |                           |                     |                          | Encofra Navalcarnero | 1                   |                     |  |                      |                      |                      |  |
|  |                           |                     | Femesala Elche Ocio Azul | 1                    |                     |                     |  |                      |                      |                      |  |
|  | Femesala Elche Ocio Azul  | 4                   | Femesala Elche Ocio Azul | 1                    |                     |                     |  |                      |                      |                      |  |
|  | Femesala Elche Ocio Azul  | 4                   |                          |                      |                     |                     |  |                      |                      |                      |  |
|  | Ponte Ourense             | 1                   |                          |                      |                     |                     |  |                      |                      |                      |  |
|  | Ponte Ourense             | 1                   |                          |                      |                     |                     |  | Encofra Navalcarnero | 5                    |                      |  |
|  |                           |                     |                          |                      |                     |                     |  | Encofra Navalcarnero | 5                    |                      |  |
|  |                           |                     | FSF UCAM Murcia          | 1                    |                     |                     |  |                      |                      |                      |  |
|  | FSF Móstoles              | 2                   | FSF UCAM Murcia          | 1                    |                     |                     |  |                      |                      |                      |  |
|  | FSF Móstoles              | 2                   |                          |                      |                     |                     |  |                      |                      |                      |  |
|  | FSF UCAM Murcia           | 4                   |                          |                      |                     |                     |  |                      |                      |                      |  |
|  | FSF UCAM Murcia           | 4                   |                          | FSF UCAM Murcia      | 4                   |                     |  |                      |                      |                      |  |
|  |                           |                     |                          | FSF UCAM Murcia      | 4                   |                     |  |                      |                      |                      |  |
|  |                           |                     | Diamante Rioja           | 2                    |                     |                     |  |                      |                      |                      |  |
|  | Cajasur Deportivo Córdoba | 4                   | Diamante Rioja           | 2                    |                     |                     |  |                      |                      |                      |  |
|  | Cajasur Deportivo Córdoba | 4                   |                          |                      |                     |                     |  |                      |                      |                      |  |
|  | Diamante Rioja            | 5                   |                          |                      |                     |                     |  |                      |                      |                      |  |
|  | Diamante Rioja            | 5                   |                          |                      |                     |                     |  |                      |                      |                      |  |
|  |                           |                     |                          |                      |                     |                     |  |                      |                      |                      |  |

### Cuartos de final

#### Milleniun Pinto - Encofra Navalcarnero
| 30 de enero de 2009, 10:00 (UTC+1)                                              | P. Millenium Pinto FS                          | 2:2 (1:0) (t. s.)(3:5 p.)  | Encofra Navalcarnero                                        | PDM Vista Alegre, Córdoba                                          |                                                                    |
|                                                                                 | Sara Iturriaga 5' · Tronco 38'                 | Reporte                    | Natalia 24' · Raquel Souza 40'                              | Asistencia: 250 espectadores Árbitro(s): Ramos Martín Moreno Reina | Asistencia: 250 espectadores Árbitro(s): Ramos Martín Moreno Reina |
|                                                                                 |                                                | Tiros desde el punto penal |                                                             |                                                                    |                                                                    |
|                                                                                 | Sara Iturriaga · Bego · Isa Ruiz · Lara Terrés |                            | Eva Manguán · Alicia · Patri Chamorro · Fabi · Raquel Souza |                                                                    |                                                                    |
| Se clasifica el Encofra Navalcarnero después de disputar una tanda de penaltis. |                                                |                            |                                                             |                                                                    |                                                                    |

#### Femesala Elche - Ponte Ourense
| 30 de enero de 2009, 12:15 (UTC+1) | Femesala Elche Ocio Azul                                               | 4:1 (2:0) | Ponte Ourense     | PDM Vista Alegre, Córdoba                                          |                                                                    |
|                                    | Ju Delgado 5' · Laura Fernández 14' · Patricia 22' · Alicia Morell 34' | Reporte   | Andrea Feijoó 34' | Asistencia: 300 espectadores Árbitro(s): Óscar Alonso Jorge Greppi | Asistencia: 300 espectadores Árbitro(s): Óscar Alonso Jorge Greppi |

#### Móstoles - Ucam Murcia
| 30 de enero de 2009, 17:15 (UTC+1) | FSF Móstoles                  | 2:4 (0:3) | FSF UCAM Murcia                                       | PDM Vista Alegre, Córdoba                                             |                                                                       |
|                                    | Patri Manzano 33' · Sonso 37' | Reporte   | Haydée 14' · María Otero 20' · Fátima 20' · Rocío 28' | Asistencia: 350 espectadores Árbitro(s): Manuel Jiménez Carlos Bustos | Asistencia: 350 espectadores Árbitro(s): Manuel Jiménez Carlos Bustos |

#### Cajasur Córdoba - Diamante Rioja
| 30 de enero de 2009, 19:30 (UTC+1) | Cajasur Deportivo Córdoba         | 4:5 (2:0) (t. s.) | Diamante Rioja                                           | PDM Vista Alegre, Córdoba                                         |                                                                   |
|                                    | Ampi 3' · Sara Moreno 12' 46' 47' | Reporte           | Mamen 23' · Bea Ascacibar 26' · Peque 44' 50' · Garu 45' | Asistencia: 600 espectadores Árbitro(s): Carlos García Abel López | Asistencia: 600 espectadores Árbitro(s): Carlos García Abel López |

### Semifinales

#### Encofra Navalcarnero - Femesala Elche
| 31 de enero de 2009, 17:15 (UTC+1)                                              | Encofra Navalcarnero                                                | 1:1 (0:0) (t. s.)(6:5 p.)  | Femesala Elche Ocio Azul                                                 | PDM Vista Alegre, Córdoba                                                |                                                                          |
|                                                                                 | Eva Manguán 34'                                                     | Reporte                    | Andrea Lacampre 36'                                                      | Asistencia: 500 espectadores Árbitro(s): Alonso Montesinos Greppi Bergés | Asistencia: 500 espectadores Árbitro(s): Alonso Montesinos Greppi Bergés |
|                                                                                 |                                                                     | Tiros desde el punto penal |                                                                          |                                                                          |                                                                          |
|                                                                                 | Eva Manguán · Rocío · Patri Chamorro · Fabi · Raquel Souza · Alicia |                            | Ju Delgado · Sofía · Alicia Morell · Txitxo · Andrea Lacampre · Patricia |                                                                          |                                                                          |
| Se clasifica el Encofra Navalcarnero después de disputar una tanda de penaltis. |                                                                     |                            |                                                                          |                                                                          |                                                                          |

#### Ucam Murcia - Diamante Rioja
| 31 de enero de 2009, 19:30 (UTC+1) | FSF UCAM Murcia                                     | 4:2 (2:0) | Diamante Rioja | PDM Vista Alegre, Córdoba                             |                                                       |
|                                    | María Otero 10' 39' · Marta Pelegrín 17' · Leti 32' | Reporte   | Bea Martín 37' | Asistencia: 500 espectadores Árbitro(s): Moreno Ramos | Asistencia: 500 espectadores Árbitro(s): Moreno Ramos |

### Final
| -           | Bandera de España | Lauri          |  |
| -           | Bandera de España | Patri Chamorro |  |
| 10          | Bandera de España | Eva Manguán    |  |
| -           | Bandera de Brasil | Fabi           |  |
| -           | Bandera de Brasil | Souza          |  |
| Entrenador: | Entrenador:       | Raul Martínez  |  |

| -           | Bandera de España | Vane Barberá           |  |
| -           | Bandera de España | Leti                   |  |
| -           | Bandera de España | María Otero            |  |
| -           | Bandera de España | Haydée                 |  |
| -           | Bandera de España | Fátima                 |  |
| Entrenador: | Entrenador:       | Juan Francisco Noguera |  |

| - | Bandera de España | Lore        |  |
| - | Bandera de España | Ione        |  |
| - | Bandera de España | Anita Luján |  |
| - | Bandera de España | Alicia      |  |
| - | Bandera de España | Pitu        |  |
| - | Bandera de España | Elena       |  |

| - | Bandera de España | Marta Pelegrín |  |
| - | Bandera de España | Mirian         |  |
| - | Bandera de España | Lidia          |  |

| Anotado | 10' | Souza       | 1-1 |
| Anotado | 12' | Eva Manguán | 2-1 |
| Anotado | 13' | Lore        | 3-1 |
| Anotado | 20' | Anita Luján | 4-1 |
| Anotado | 31' | Eva Manguán | 5-1 |

| Anotado | 1' | Haydée | 0-1 |

| Amonestado |  | Fabi |  |

| -           | Bandera de España | Lauri          |  |
| -           | Bandera de España | Patri Chamorro |  |
| 10          | Bandera de España | Eva Manguán    |  |
| -           | Bandera de Brasil | Fabi           |  |
| -           | Bandera de Brasil | Souza          |  |
| Entrenador: | Entrenador:       | Raul Martínez  |  |

| -           | Bandera de España | Vane Barberá           |  |
| -           | Bandera de España | Leti                   |  |
| -           | Bandera de España | María Otero            |  |
| -           | Bandera de España | Haydée                 |  |
| -           | Bandera de España | Fátima                 |  |
| Entrenador: | Entrenador:       | Juan Francisco Noguera |  |

| - | Bandera de España | Lore        |  |
| - | Bandera de España | Ione        |  |
| - | Bandera de España | Anita Luján |  |
| - | Bandera de España | Alicia      |  |
| - | Bandera de España | Pitu        |  |
| - | Bandera de España | Elena       |  |

| - | Bandera de España | Marta Pelegrín |  |
| - | Bandera de España | Mirian         |  |
| - | Bandera de España | Lidia          |  |

| Anotado | 10' | Souza       | 1-1 |
| Anotado | 12' | Eva Manguán | 2-1 |
| Anotado | 13' | Lore        | 3-1 |
| Anotado | 20' | Anita Luján | 4-1 |
| Anotado | 31' | Eva Manguán | 5-1 |

| Anotado | 1' | Haydée | 0-1 |

| Amonestado |  | Fabi |  |

| Comunidad de Madrid                      |
| Campeón Encofra Navalcarnero 3.er título |

## Estadísticas

### Tabla de goleadoras
| Puesto                                      | Jugadora     | Equipo                | Goles |
| ------------------------------------------- | ------------ | --------------------- | ----- |
| 1                                           | María Otero  | Ucam Murcia           | 3     |
| 1                                           | Eva Manguán  | Atlético Navalcarnero | 3     |
| 1                                           | Sara Moreno  | Cajasur Córdoba       | 3     |
| 4                                           | Raquel Souza | Atlético Navalcarnero | 2     |
| 4                                           | Haydée Agras | Ucam Murcia           | 2     |
| 4                                           | Peque        | Diamante Rioja        | 2     |
| 4                                           | Bea Martín   | Diamante Rioja        | 2     |
| Última actualización: 1 de febrero de 2009. |              |                       |       |